# Bảo tàng Khu vực PTTK ở Olkusz
Bảo tàng Khu vực PTTK Antoni Minkiewicz ở Olkusz (tiếng Ba Lan: Muzeum Regionalne PTTK im. Antoniego Minkiewicza w Olkuszu) là một bảo tàng nằm trong ngôi nhà chung cư lịch sử "Batorówka" tọa lạc tại số 20 Quảng trường chợ, Olkusz, Ba Lan. Tòa nhà này được xây dựng từ thế kỷ 16 và hiện được chi nhánh của Hiệp hội du lịch và tham quan Ba Lan (PTTK) Aleksander Janowski ở Olkusz điều hành.

## Lược sử hình thành
Bảo tàng Khu vực PTTK ở Olkusz được thành lập vào năm 1911 nhờ khởi xướng của các nhà hoạt động thuộc Hiệp hội Du lịch Ba Lan. Hoạt động của Bảo tàng bị gián đoạn trong các năm 1914-1916. Năm 1916, các bộ sưu tập của Bảo tàng được chuyển đến tòa nhà của Ủy ban Cứu hộ Huyện, và từ năm 1938, trụ sở của Bảo tàng là tòa nhà nơi trước đây là một trường nữ sinh tổng hợp. Bảo tàng hoạt động cho đến khi Chiến tranh thế giới thứ hai bùng nổ. Trong thời gian Đức Quốc xã chiếm đóng, các bộ sưu tập vẫn tồn tại và được giao cho những người đáng tin cậy giữ gìn. Bảo tàng tái hoạt động vào năm 1958. Sau chiến tranh, trụ sở của Bảo tàng lần lượt đặt tại Phố Sławkowska, Phố Florianka và cuối cùng là tại ngôi nhà chung cư lịch sử ở số 20 Quảng trường chợ (từ năm 1968).

## Triển lãm
Bộ sưu tập của Bảo tàng hiện bao gồm các triển lãm được chia thành các phần: khai thác mỏ, lịch sử của Olkusz và khu vực lân cận, dân tộc học, nghệ thuật (hội họa, điêu khắc), và các thứ khác.

## Giờ mở cửa
Bảo tàng Khu vực PTTK ở Olkusz hoạt động quanh năm, mở cửa từ thứ Hai đến thứ Sáu, từ 8:00 đến 16:00.